# Kuthar

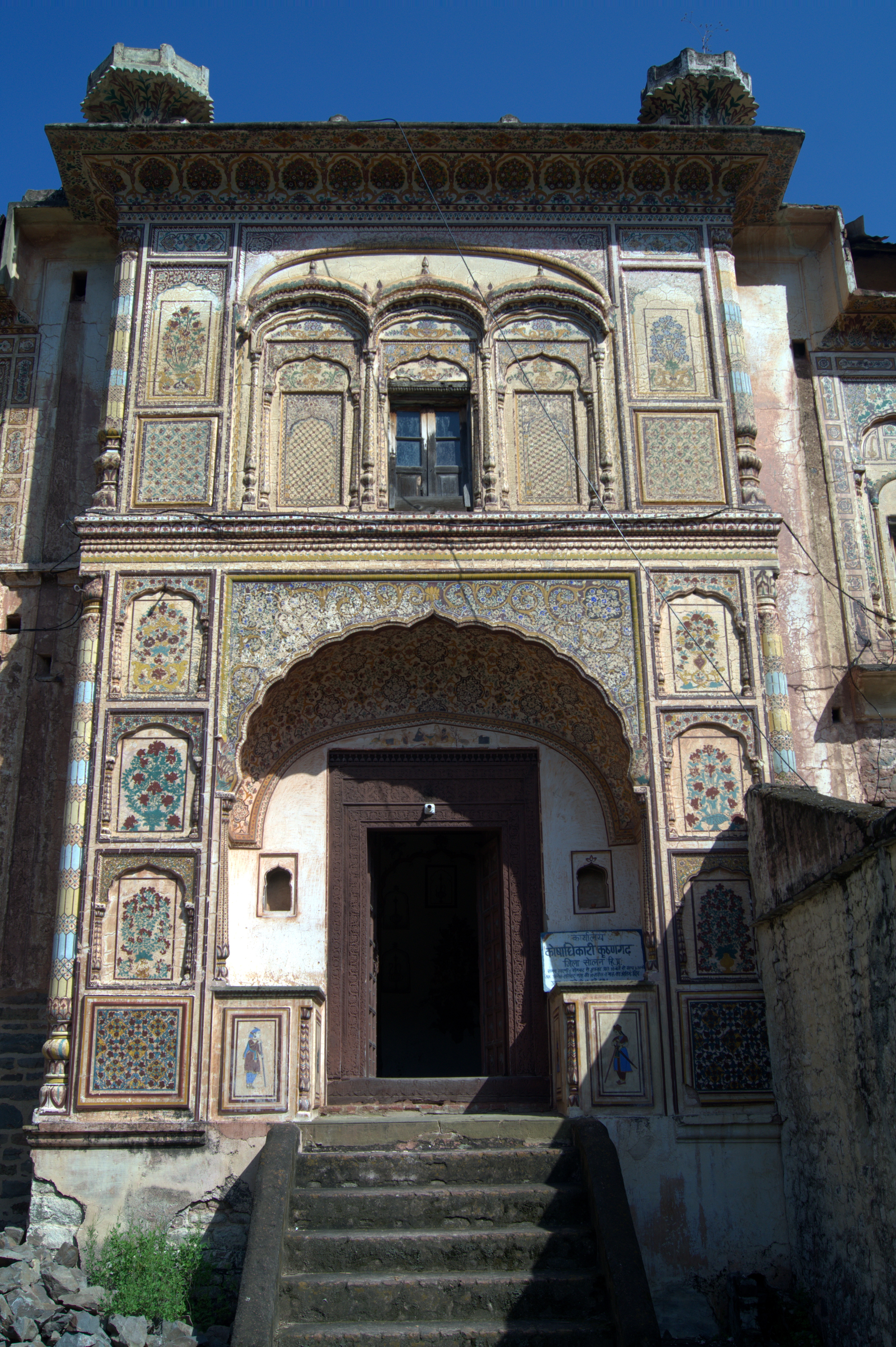
Entrance of palace of Kuthar Princely State,Himachal Prades,India

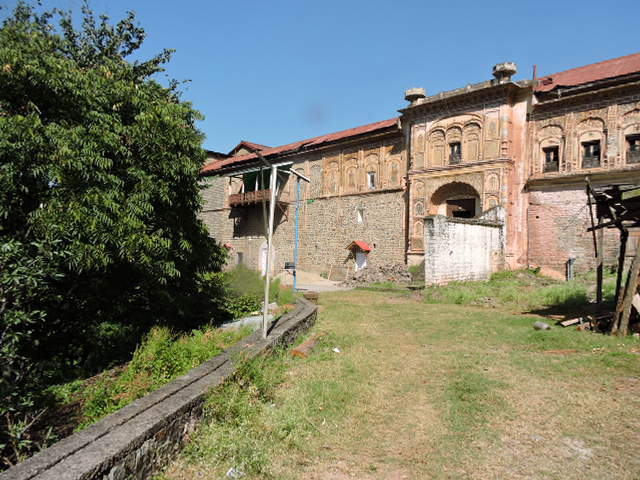
Palace of erstwhile Princely State Kuthar, Himachal Prades,India

Kuthar fou un estat tributari protegit del grup de les muntanyes Simla, al Panjab avui a Himachal Pradesh, a l'oest de Sabathu (campament militar britànmic comprat al sobirà), amb una superfície de 52 km² i una població el 1881 de 3.648 habitants i el 1901 de 4.195, repartida en 150 pobles o llogarets. Fou fundat per un rajput de nom Surat Chand, procedent de Rahaori o Rajaoli a Jammu, que fugia de la invasió musulmana. El 1803 fou ocupat pels gurkhes però el 1815 fou restaurat pels britànics que van concedir un sanad al sobirà. El rana Jagit Chand va pujar al tron el 1895 i era suposadament el 48è sobirà; com que era menor la regència fou confiada a Mian Shatrujit Singh, membre de la família Suket. Els ingressos eren de 1.100 lliures i pagava 10 lliures com a tribut.

## Llista de ranes des del segle XVIII
- Samar Chand 1776-1791
- Gopal Chand 1791-1803 (fill)
- Ocupació gurkha 1803-1815
- Gopal Chand (segona vegada) 1815 - 1824
- Bhup Chand 1824-1858 (fill)
- Jai Chand 1858 - 1895 (fill)
- Jagjit Chand 1895 - 1930 (fill)
- Krishan Chand 1930 - 1949 (fill) (+1956)

## Galeria

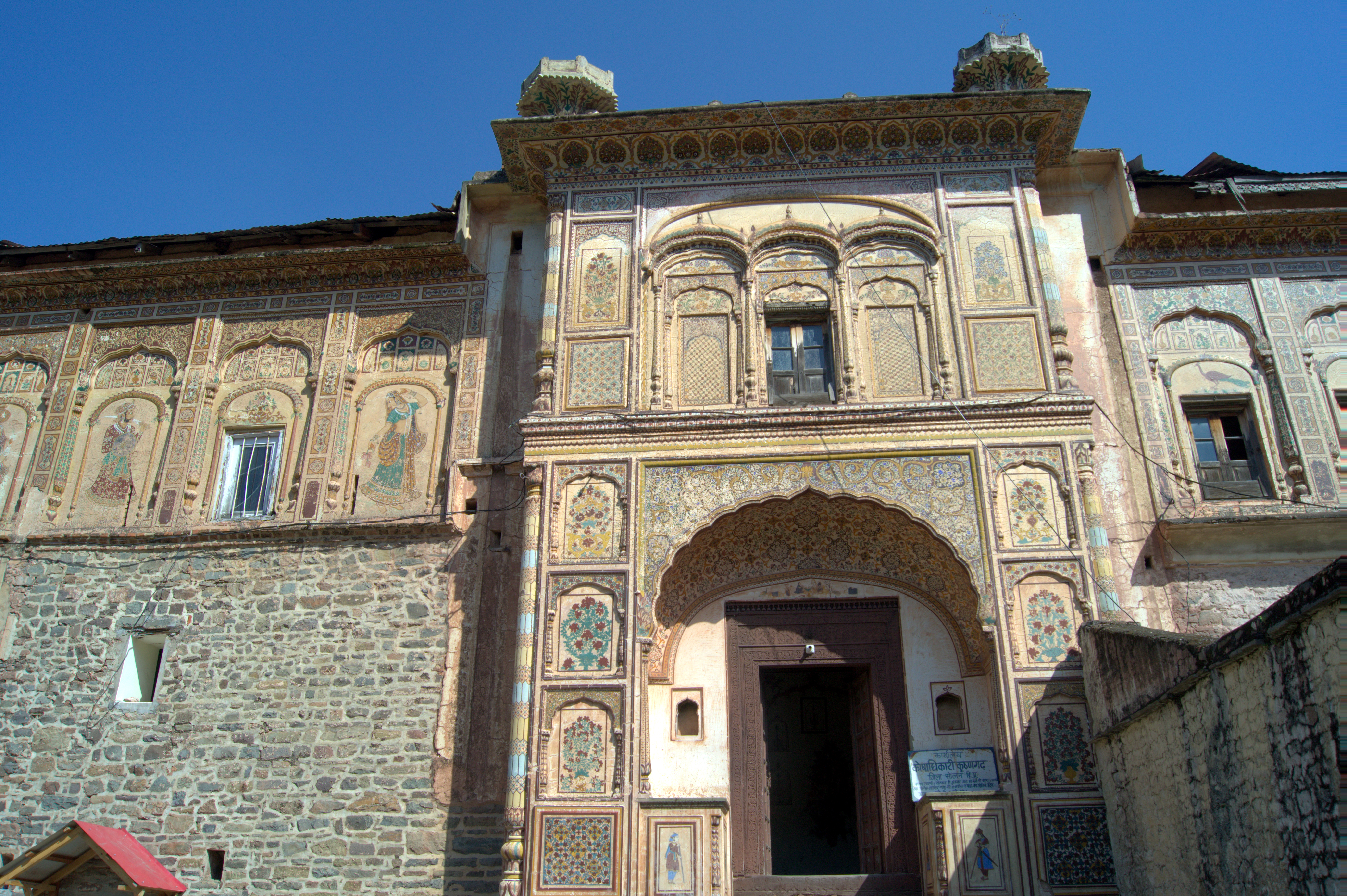
A view 0f palace
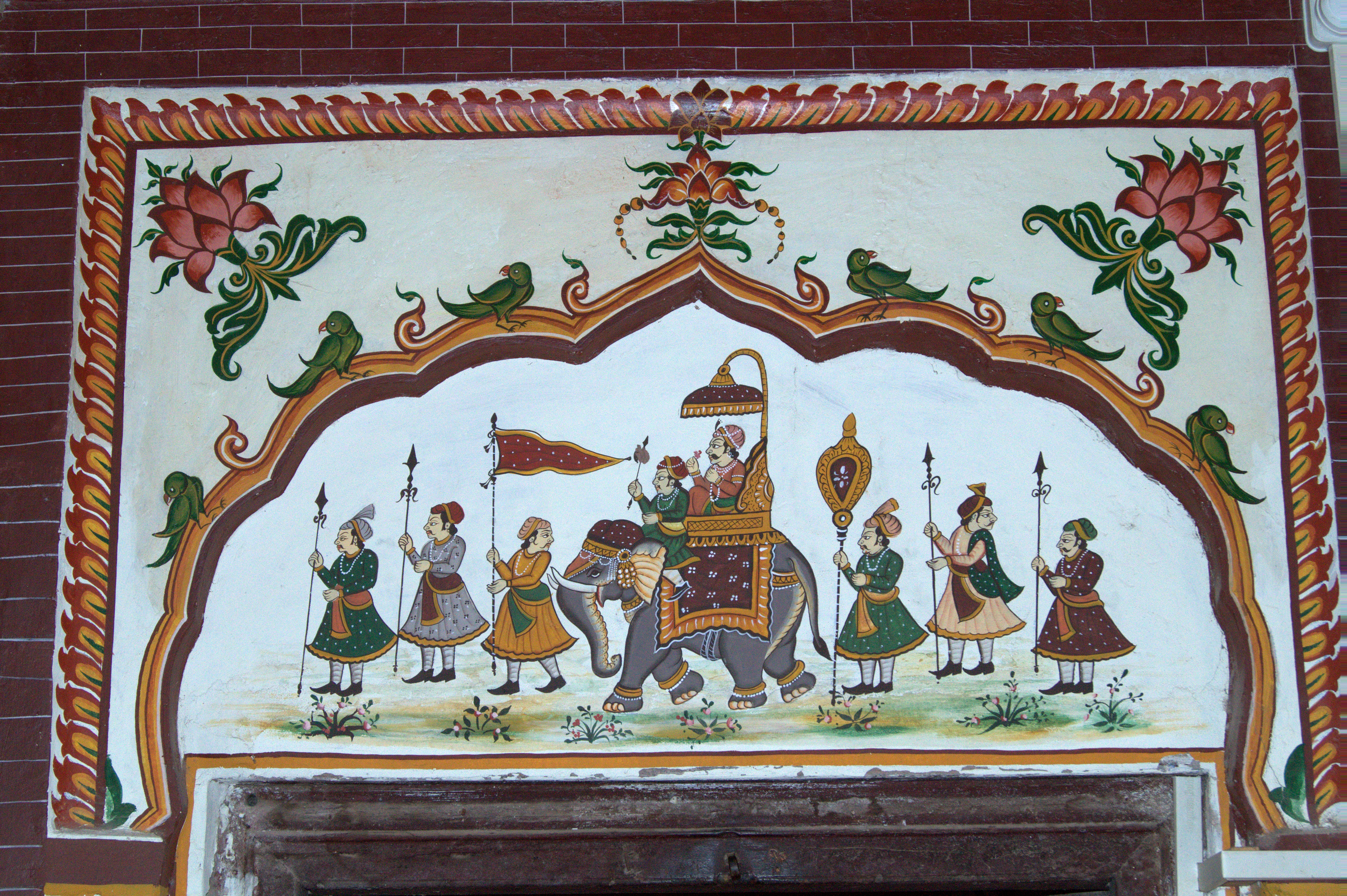
Wall painting ,Kuthar palace
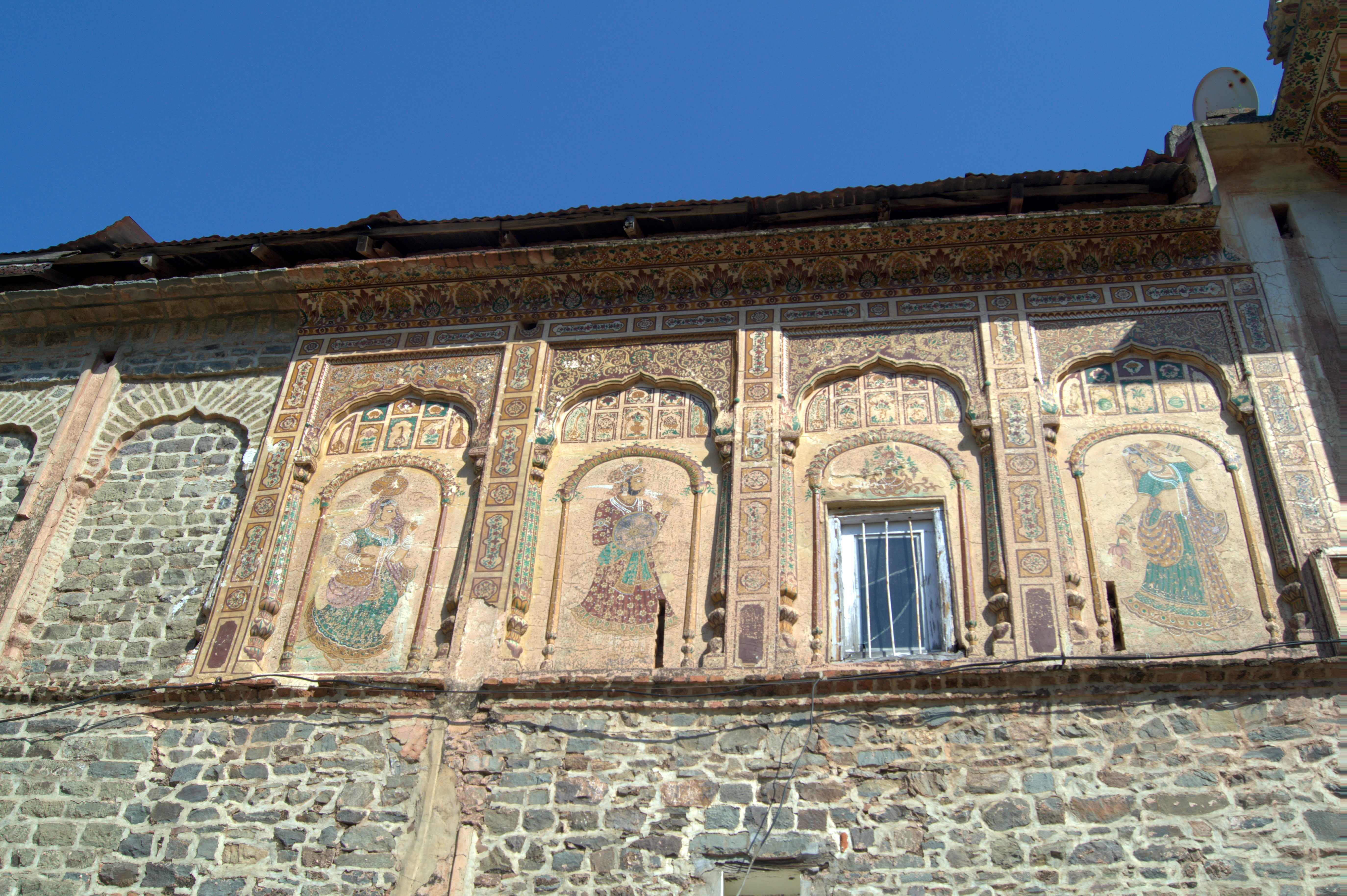
Architect of and art work of palace of Kuthar
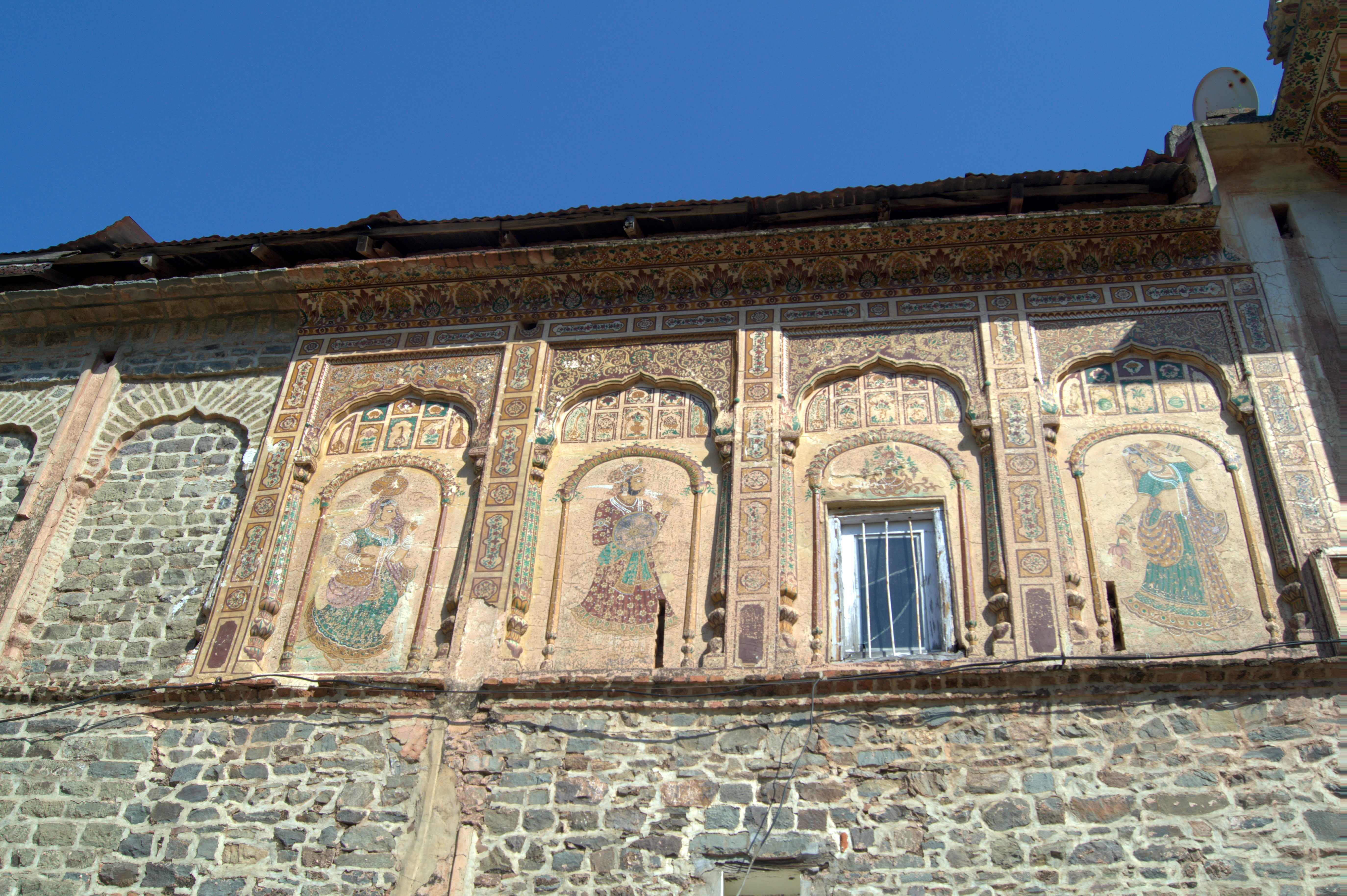
Architect of and art work of palace of Kuthar
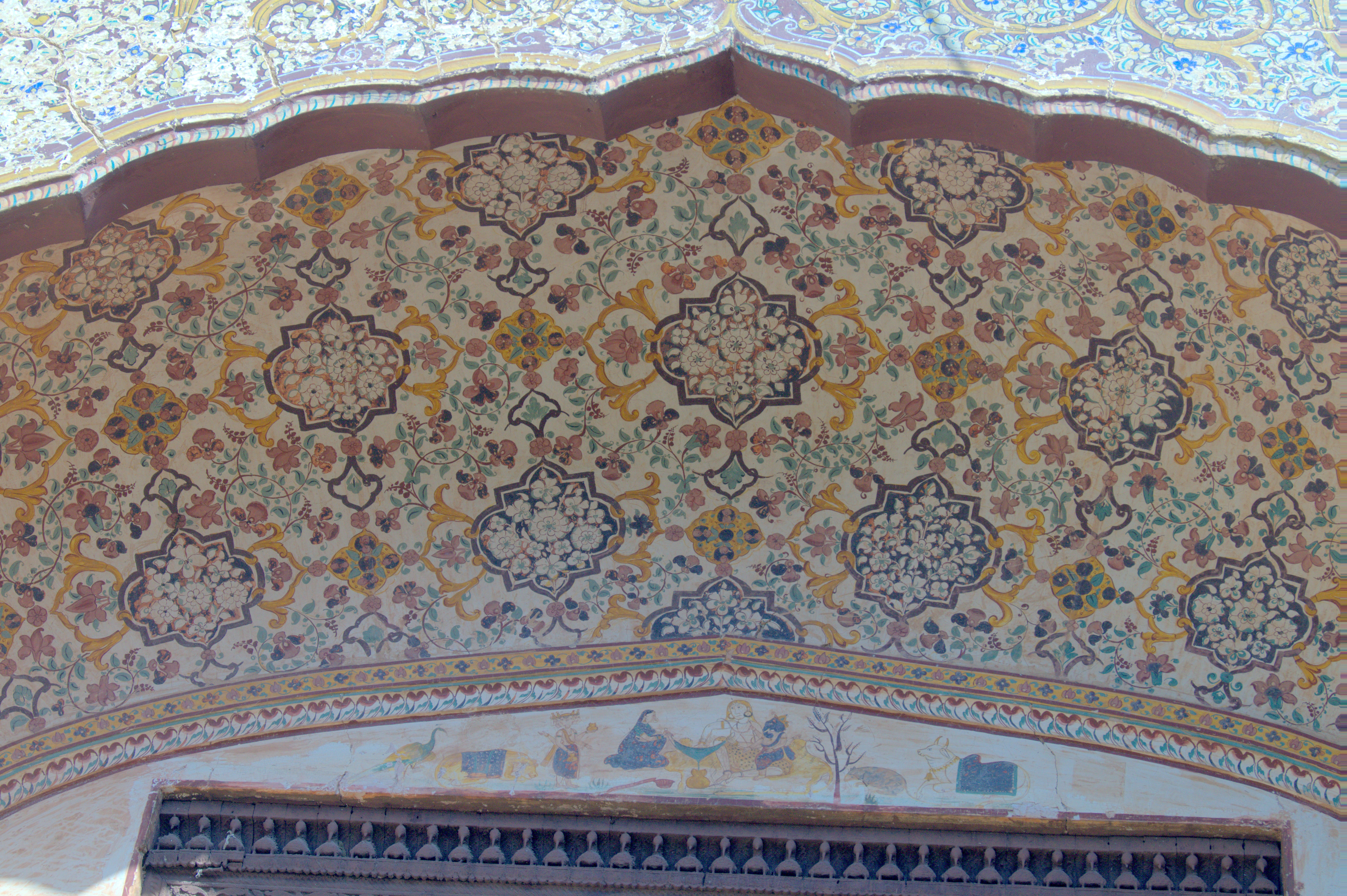
Art work on enterence of palace of Kuthar
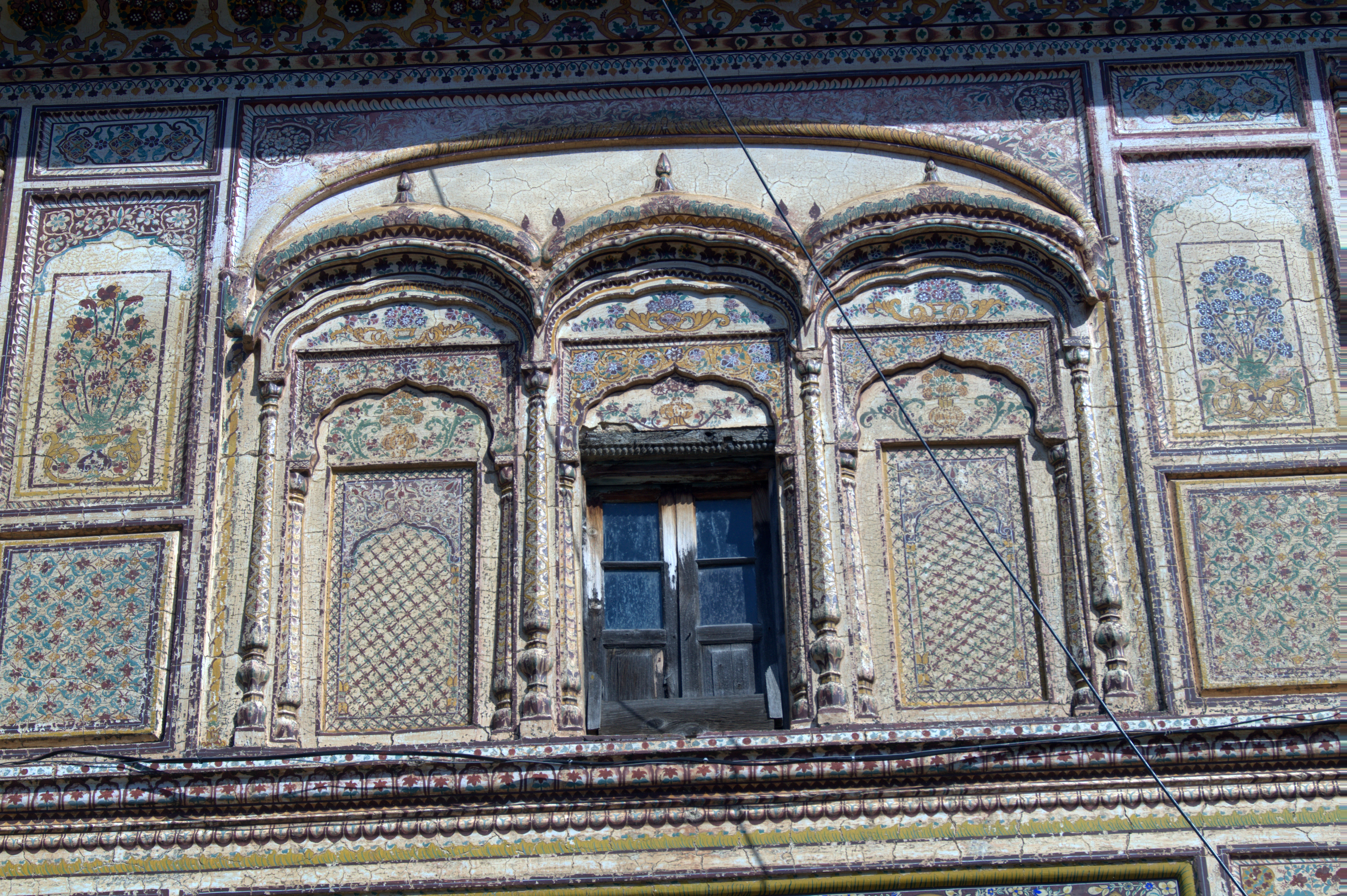
Art work on outer walls of palace of Kuthar
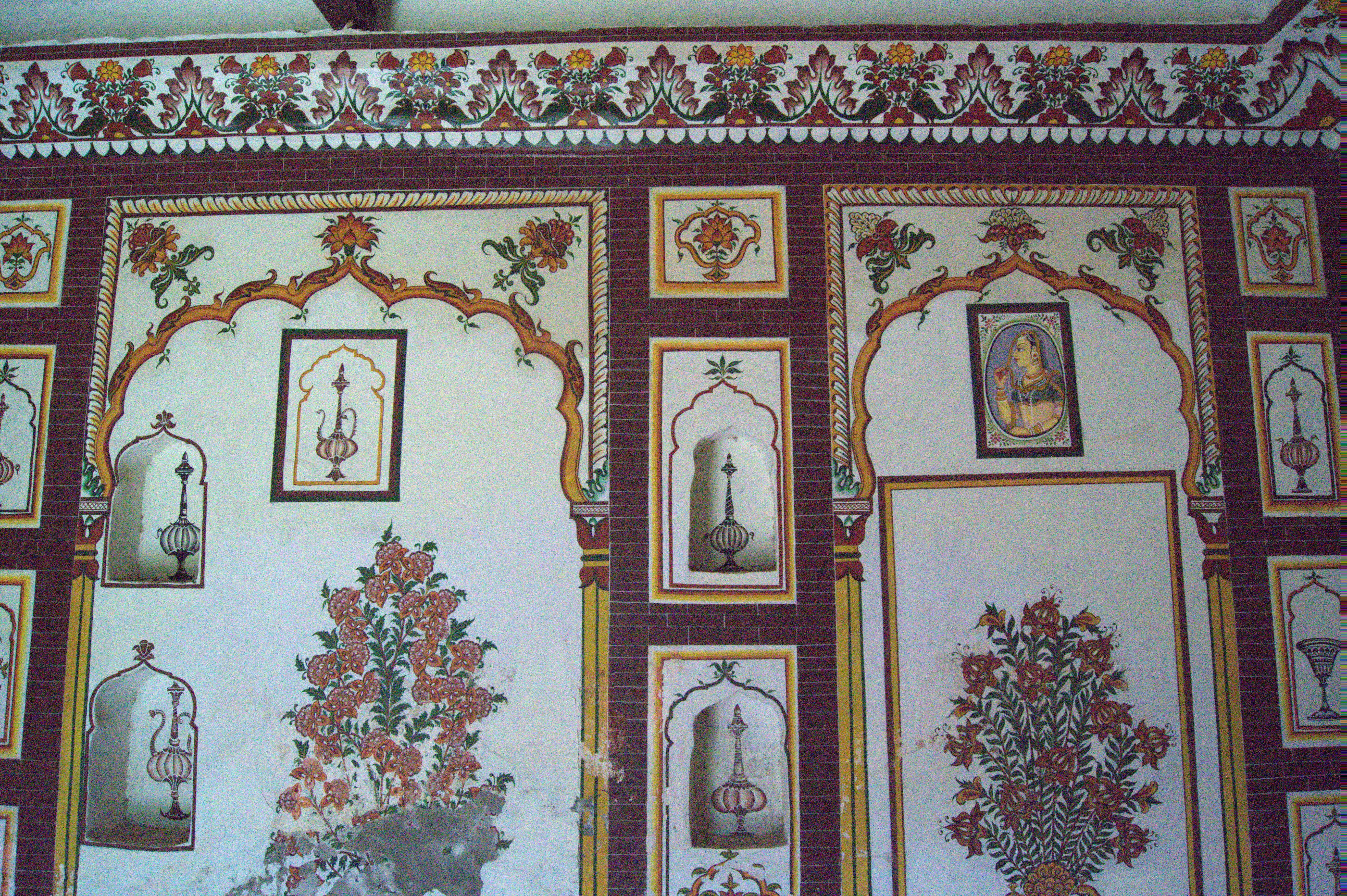
Interior wall paintings on palace of Kuthar
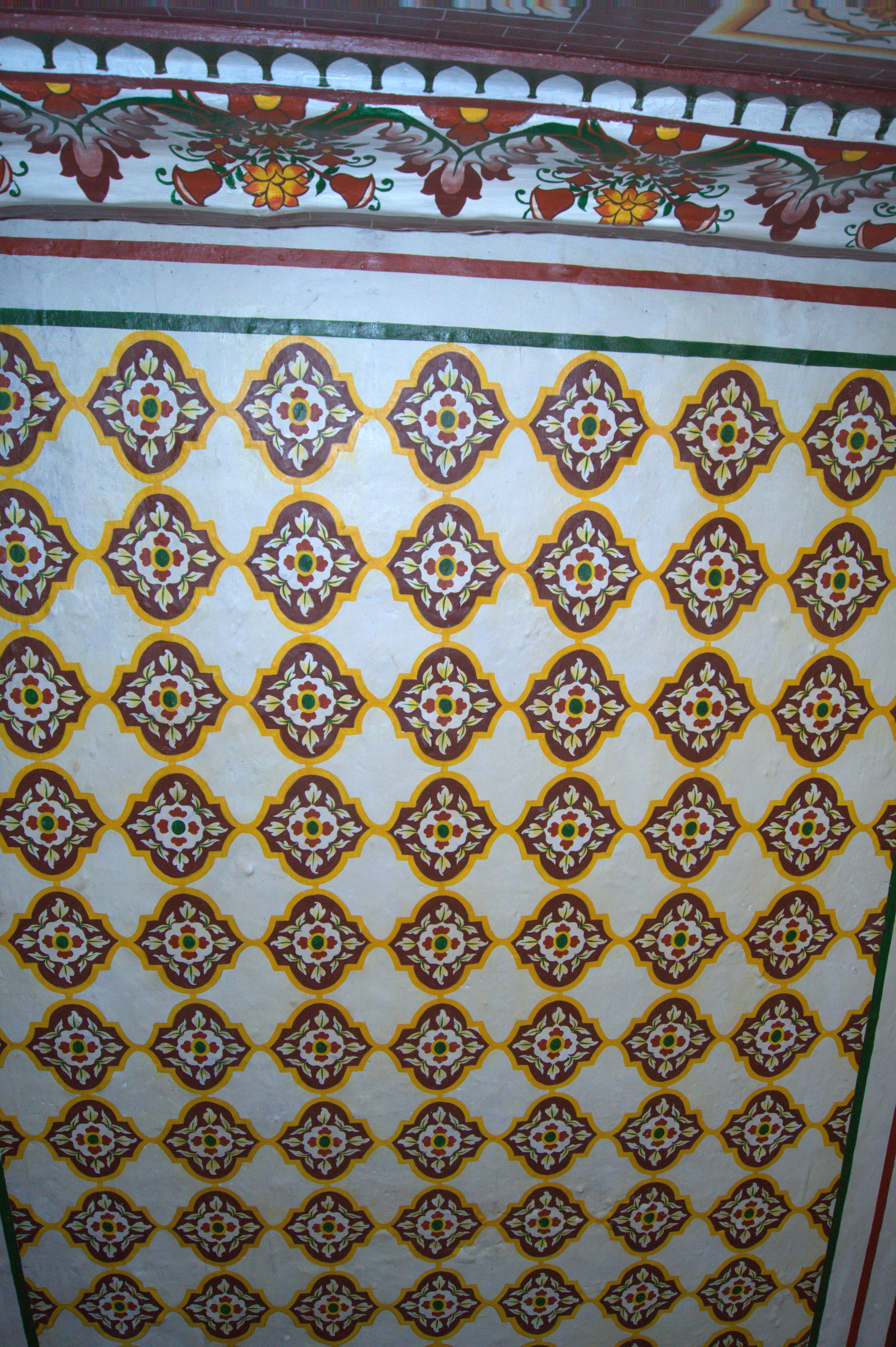
Interior art work on roof of Kuthar palace